# Cass Gilbert
Cass Gilbert (Zanesville, 24 november 1859 - Brockenhurst, 17 mei 1934) was een Amerikaanse architect. 
Hij studeerde aan het Massachusetts Institute of Technology. Na zijn studie ging hij werken voor het architectenbureau McKim, Mead, and White. Na ettelijke jaren als zelfstandig architect te hebben gewerkt in Minnesota, vestigde hij zich in New York. Daar ontwierp hij het Woolworth Building, wat zijn belangrijkste ontwerp is. Dit gebouw was voor vijftien jaar het hoogste gebouw ter wereld. Andere belangrijke werken van Gilbert zijn: de Bayonne Bridge, het New York Life Insurance Building, United States Supreme Court Building, Alexander Hamilton U.S. Custom House en de Amerikaanse ambassade in Ottawa. 

## Galerij

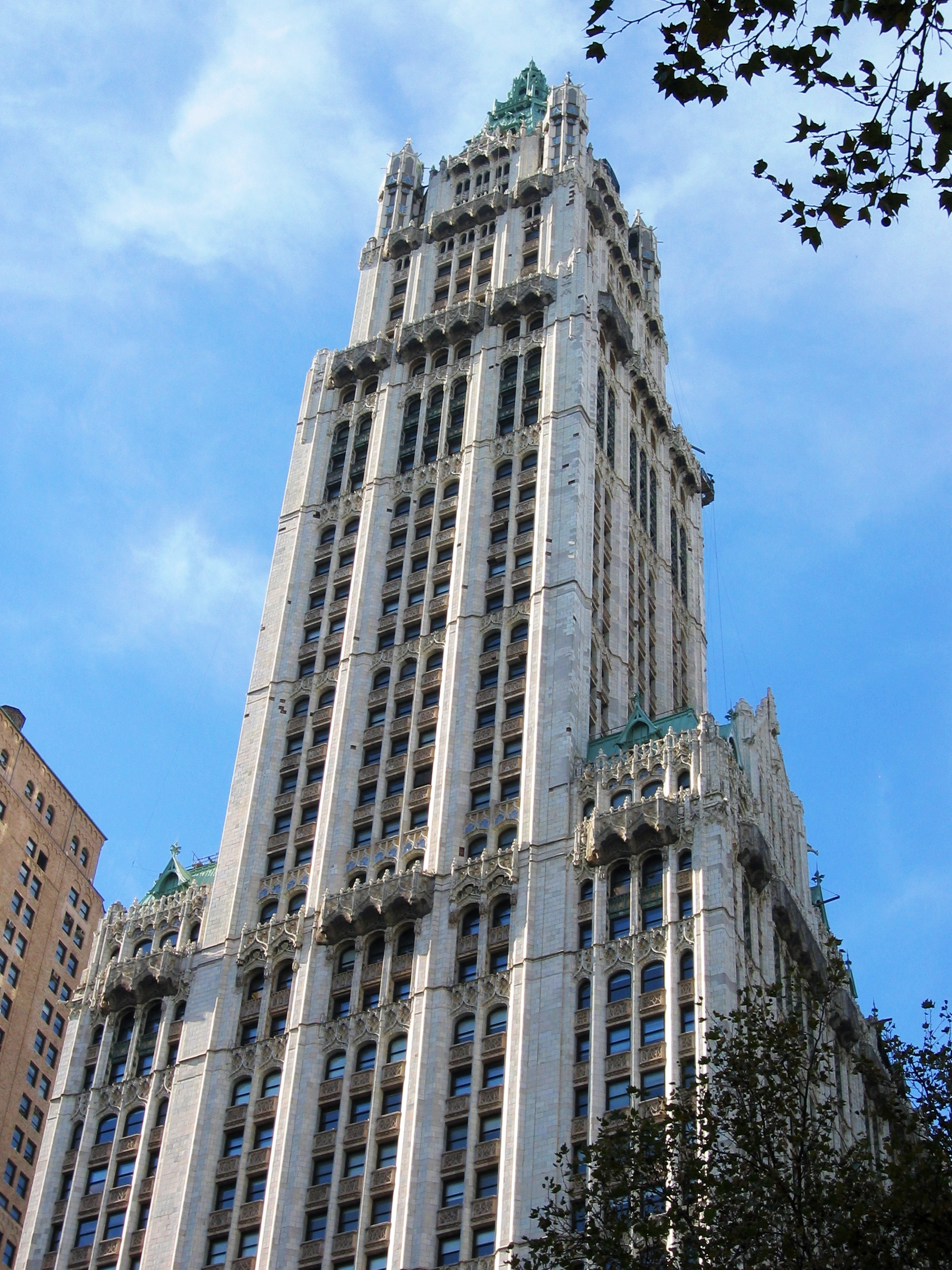
Woolworth Building, New York
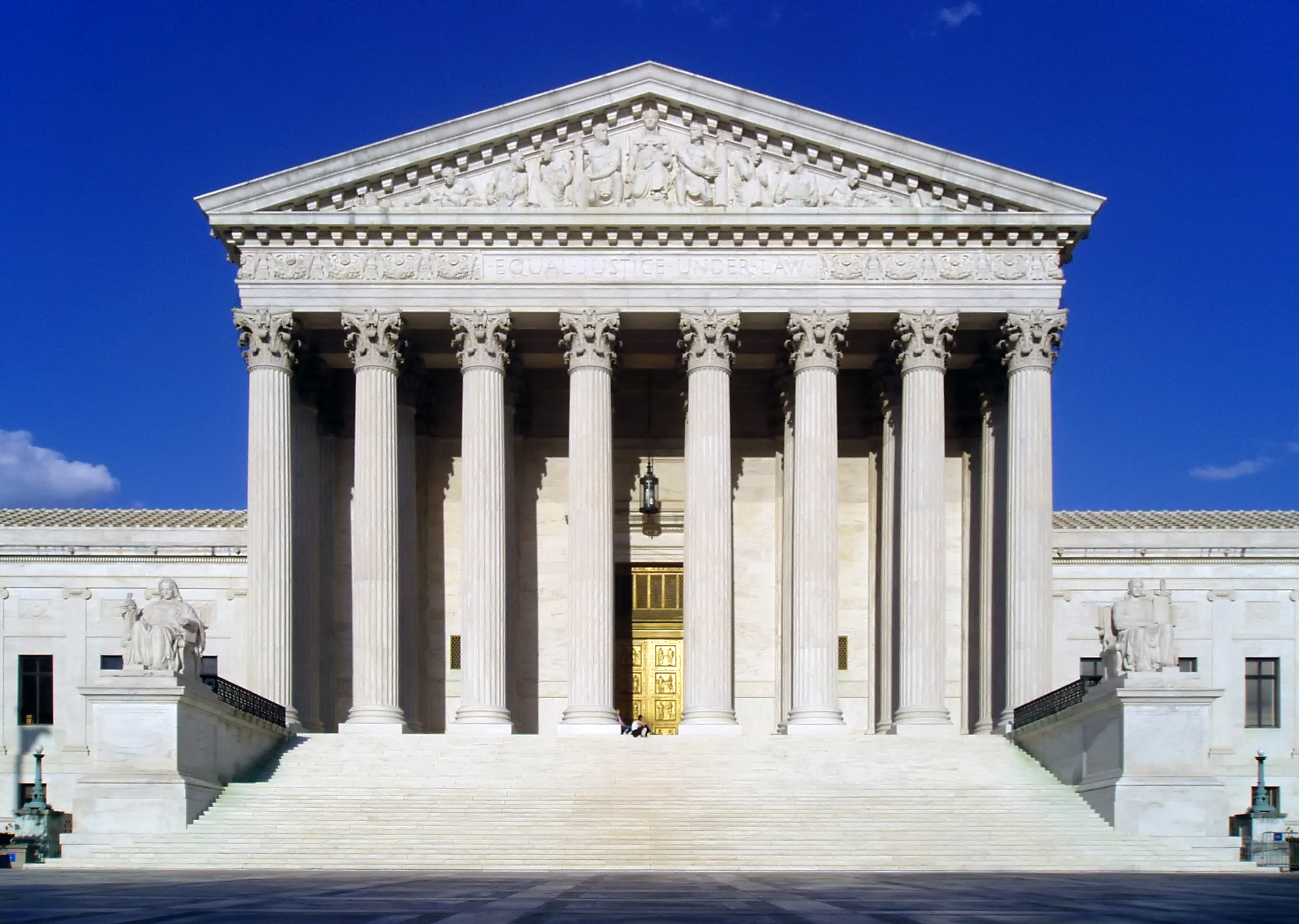
United States Supreme Court Building, Washington DC
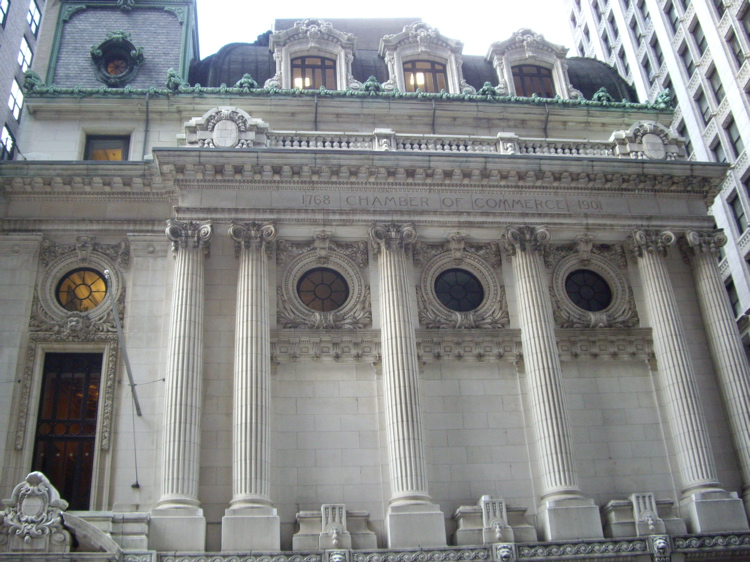
Hoofdkantoor United States Chamber of Commerce, Washington DC
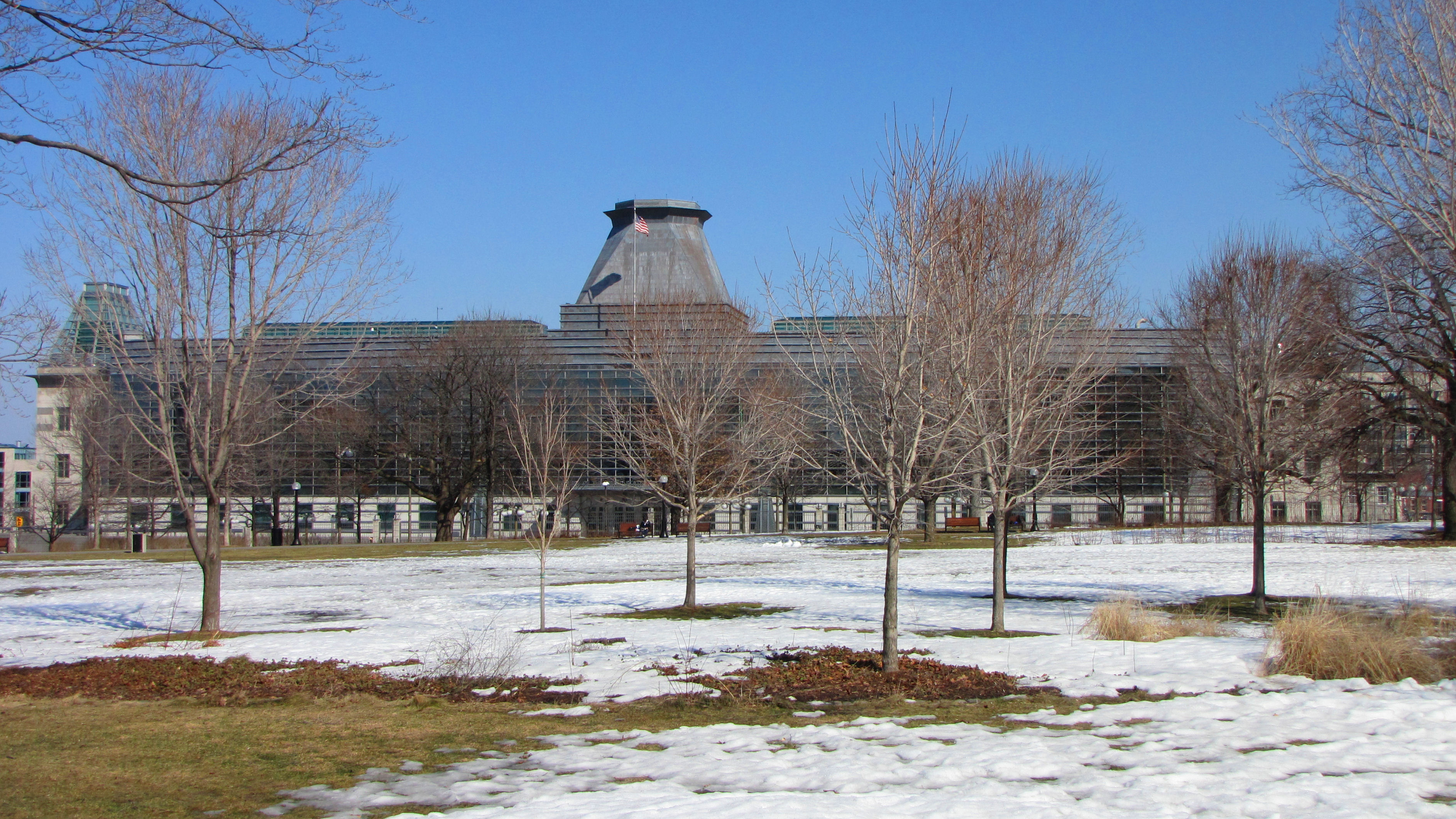
Amerikaanse ambassade, Ottawa
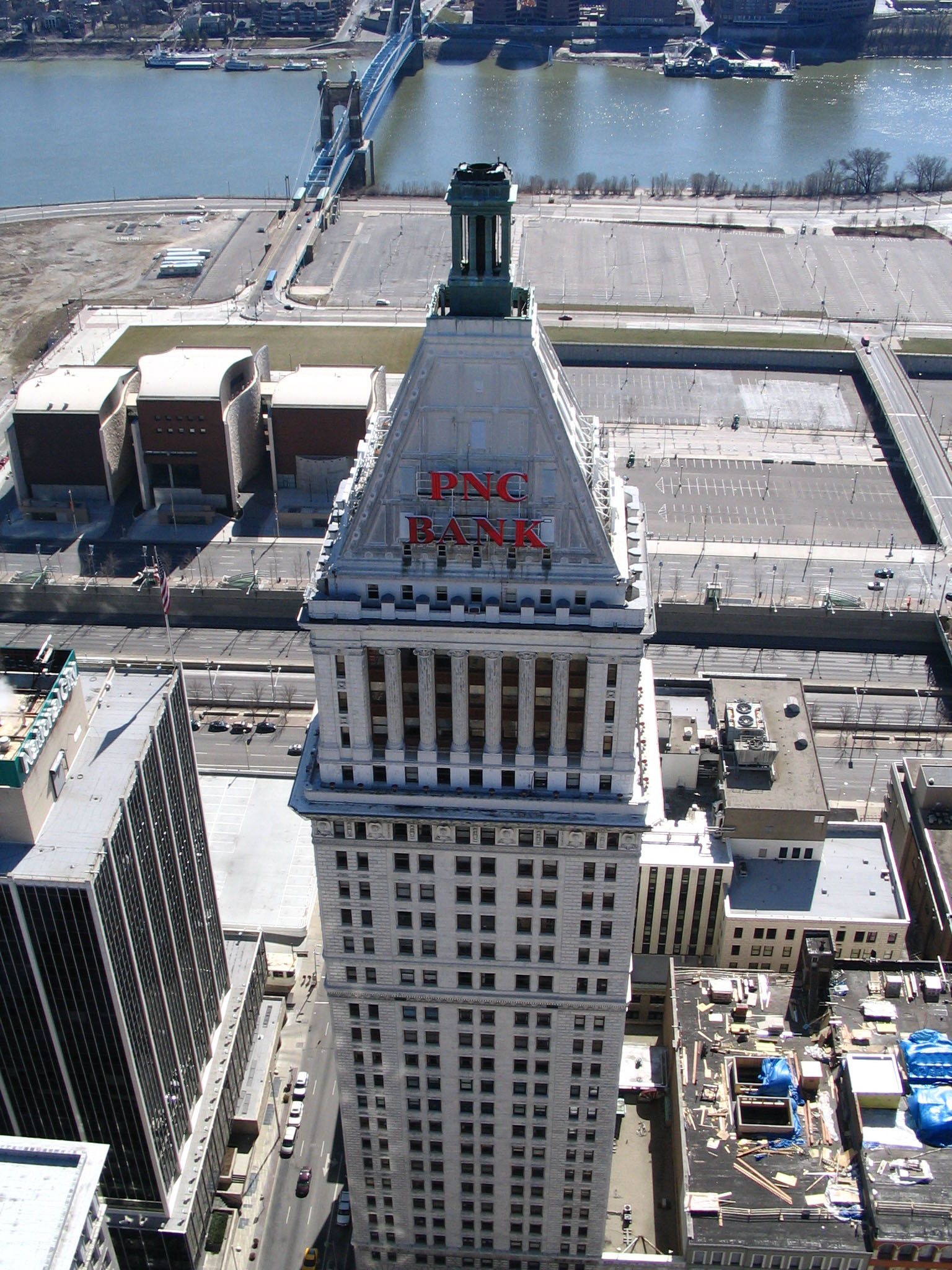
PNC Tower, Cincinnati

- Bibsys: 99054114
- Bibliothèque nationale de France: cb145848879 (data)
- Gemeinsame Normdatei: 119496178
- International Standard Name Identifier: 0000 0000 6677 4472
- Library of Congress Control Number: n80159328
- Nationale Bibliotheek van Tsjechië: jx20041220002
- Nationale Bibliotheek van Israël: 987007439817105171
- Nederlandse Thesaurus van Auteursnamen: 184291267
- RKD-Nederlands Instituut voor Kunstgeschiedenis: 95922
- SNAC: w67p8xc1
- Système universitaire de documentation: 074275100
- Union List of Artist Names: 500007284
- Virtual International Authority File: 50037456
- WorldCat: E39PBJt3WXgtbBRtBMwpBVpkjC